# 陳樹暉
陳樹暉（英語：Eddie Chan Shu-fai，1990年10月29日—），香港政治人物，前朱凱廸新西團隊成員，前任民間人權陣線副召集人、香港天主教正義和平委員會幹事、嶺南大學學生會會長、香港專上學生聯會秘書長和前洪福選區元朗區議員。早年就讀德信中學和嶺南大學哲學系。

## 參與區議會選舉
| 政党   | 政党                | 候选人    | 票数 | %     | ±      |
| ------ | ------------------- | --------- | ---- | ----- | ------ |
|        | 民主動力            | ①. 陳樹暉 | 1775 | 52.2% | 不適用 |
|        | 獨立民主派          | ②. 潘茜甄 | 12   | 0.4%  | 不適用 |
|        | 民建聯/新界社團聯會 | ③. 徐君紹 | 1613 | 47.4% | 不適用 |
| 多数票 | 多数票              | 多数票    | 3400 | 100%  | 不適用 |

## 區議會問政及主張

### 促請鄧炳強率領三千警力到武漢義務抗疫
朱凱廸新西團隊成員、元朗區議員陳樹暉在臉書透露注意到香港警察拍攝影片支持武漢，為表達出「愛國心」，將計劃在元朗區議會提出動議，促請時任警務署署長鄧炳強率領前線三千警力，義務前往武漢協助抗疫，以表「香港同胞關心祖國之情」，其後議案獲得通過。